# 欲鬼
『欲鬼』（よくおに）は、色原みたびによる日本の漫画作品。『少年マガジンR』（講談社）にて、2015年4月20日発売の1号（創刊号）から2019年4月19日発売の3号まで連載された。また、連載開始同月6日発売の『月刊少年マガジン』にて10Pほどの紹介漫画が掲載された。話数カウントは「第○審」。

## あらすじ
25年ほど前に突如として認知された異能の者、〈欲鬼〉。自身の欲望を満たすため、害を及ぼす欲鬼による犯罪が増加した。そんな悪しき鬼を二十正人が「正義欲」の赴くままに裁く。

## 登場人物

### 主要人物
二十 正人（じつなし まさと）
本作の主人公。奇抜な風貌の青年で、「正義欲」の欲鬼で併角鬼。顕現体は巨大な鎚。彼の正義は『身勝手な正義』で、新菜曰く『正義ではあるけど決して「善意」ではない』。過去に欲鬼処理部隊に所属していたが、当時同じ班の班員であった鯨幕との喧嘩の末に15歳でやめており、現在は個人で「欲鬼狩り」をしている。能力【欲制裁判】で"全ての欲望を消し去る"ことができ、受けた者は文字通り生きた屍になる。欲制裁判を作動させるには他者からの許可が必要となる。
膝まで届く程の長い白髪で横髪を三つ編みにし、おさげやポニーテール、時にはツインテールなど様々な髪型にしている。学生ではないが学ランを着たりしている。「服であればもはやなんでもいい」無頓着さで、乙女（義母）の買ってきた可愛い服（ゴシック・ファッションなど）も着ているらしい。
家族をたった一人の女によって皆殺しにされ、花円家に里子として引き取られるが、ある理由から養子にはなっていない。誰に対しても無表情で素っ気ないが、新菜のことは妹として大事にしている模様。朝日、十口とは幼少期から付き合いがある。
古茨 新菜（こいばら にいな）
正人の妹にあたる少女。正人を兄として慕っているブラコン。正人と血は繋がっていないと思っていたが、実兄であることが判明する。「被殺人欲」の欲鬼で双角鬼（蒼鬼）。「殺されたい」という欲望のため、「殺されても死なない体」を持っている。巨乳の持ち主。幼いころに実母に捨てられ、花円家に里子として引き取られたが、ある理由から養子にはなっていない。
欲鬼事件の囮捜査のため、椿のいる高校に転校してきた。高校一年生。
茶番 椿（さつがい つばき）
新菜のクラスメイト。「殺人欲」の欲鬼で一角鬼（紅鬼）。いたって平凡な少年で、「殺人欲」に目覚めた理由も分からず苦しんでいた。成績は常に平均以上で担任の戸向からの評価も良い。高校一年生。15歳。3月12日生まれ。
新菜を監視役として行動を共にし、欲鬼事件に関わっていく。正人の口添えもあって生活管理審査は第零級として通っており、鯨幕からスカウトを受けている。

### 主要人物の家族
花円 問掛（はなまる といかけ）＆ 花円 乙女（はなまる おとめ）
正人と新菜を里子として引き取った夫婦。 正人と新菜の過去を知りながら引き取り、二人が欲鬼であること、欲鬼狩りを仕事としていることは知っている。着物を着こなしている。
乙女は「美男美女だからなんでも似合う」と言って二人に可愛い服を買ってきては勧めている。
二十 正文（じつなし まさふみ）
正人の父。警察官。月居洋介や十口終と家族ぐるみでの付き合いがある。
椿の祖父
幼くして父母を亡くした椿を愛情を持って育てた。椿が欲鬼だと知ったあとも変わりなく接し、彼のも心の拠り所になっていたが、欲鬼事件に巻き込まれて死亡。

### 欲鬼犯罪対策本部
欲鬼を取り締まるための警察庁の組織。通称「欲対」。
十口 一（とぐち はじめ）
欲鬼捜査第一課・課長。正人に度々欲鬼犯罪の事件解決を依頼する。正人、朝日とは幼少期から付き合いがある。幼少期に両親を亡くし、親戚に引き取られ育った。
河島 汀（かわしま なぎさ）
欲鬼捜査第一課捜査員。ショートカットの女性。

### 欲鬼処理部隊
欲鬼犯罪対策本部の対欲鬼専門部隊。構成員のほとんどを欲鬼が占める。犯罪を犯した欲鬼の拘束や処分、本部捜査員の護衛などを務める。　
優木 心（ゆうき こころ）
欲鬼処理部隊・隊長兼第一班班長。欲鬼犯罪対策本部において強い発言力を持つ。
鯨幕 自来也（くじらまく じらいや）
第二班班長（警部補相当）。正人とは馬が合わない模様。正人が欲鬼処理部隊に所属していた時は同じ班の班員であった。ブラックジョーカー事件の調書に書かれた椿の立ち回りを評価しており、正人を通して欲鬼処理部隊入隊と自身の班への加入を勧めている。
樒 供花（しきみ きょうか）
第二班所属。双角鬼。優木を「優木様」と呼ぶなど心酔している様子が見受けられる。
月居 朝日（つきおり あさひ）
第三班班長（巡査部長相当）。「法治欲」の欲鬼で双角鬼（黄鬼）。「捕らえた」対象の動きを止められる能力を持つ。笑いのセンスがズレている。正人、十口とは幼少期から付き合いがある。幼少期に両親を亡くし、親戚に引き取られ育った。
生薄 愛好（きすすき あいす）
第三班所属。「性欲」の欲鬼で双角鬼（黄角）。露出癖があり、庁内での制服の着方について班長の朝日や鯨幕から注意を受けている。23歳。
犬神 めるる（いぬがみ めるる）
第三班所属。「変身欲」の欲鬼で一角鬼（紅鬼）。能力によりファンシーな衣装の魔法少女める☆るんに変身する。変身した姿を笑った相手には容赦なく暴力行為を働く。23歳。
エイミー・ワード
第三班所属。「欺騙欲（ぎへんよく）」の欲鬼で双角鬼（黄鬼）。自身に対する信頼度を操る能力を持つ。金髪碧眼の女性。日本で育ったこともあり英語は苦手。高校の英語の成績は2。関西弁で話す。26歳。
氏井田 京楽（うじいだ けいらく）
第三班所属。「撃砕欲」の欲鬼で一角鬼（紅鬼）。力そのものに憧れて欲鬼となった。「漆黒の稲妻」と呼ぶ雷のような形状の顕現体を操る能力を持つ。能力自体の威力は高いが、コントロール能力は低い。24歳。
繰糸 通（くりいと とおり）
第三班所属。「強欲」の欲鬼で一角鬼（紅鬼）。寺生まれ。25歳。
柵 祈（しがらみ いのり）
第三班所属。「把握欲」の欲鬼で翠鬼。言葉の最後に「％」を付けるなど言動に特徴がある。17歳。高校生。同い年の彼氏がいる。
弓病 黄泉（ゆみやみ よみ）
第六班班長（巡査部長相当）。「偏食欲」の欲鬼で併角鬼。身の丈ほどある大きな鋏を顕現する能力を持つ。正人の髪の毛を食べたがっている。喫煙者。
水桜 才花（みおう さいか）
第六班所属。「翻弄欲」の欲鬼で双角鬼。桜の柄が入ったスマートフォンを使用している。日鉄、麻吊、侍紋と4人で行動を共にすることが多い。4人の中で唯一煙草を吸わない。
日鉄 社（かがね やしろ）
第六班所属。男性。双角鬼。喫煙者。水桜、麻吊、侍紋と4人で行動を共にすることが多い。外回りの捜査をサボるなど、真面目な班員というわけではない。
麻吊 メイ（まつり メイ）
第六班所属。一角鬼（紅鬼）。喫煙者。水桜、日鉄、侍紋と4人で行動を共にすることが多い。外回りの捜査をサボるなど、真面目な班員というわけではない。
侍紋 門司（じもん もんじ）
第六班所属。一部を長く伸ばした特徴的な髪型の男性。喫煙者。水桜、日鉄、麻吊と4人で行動を共にすることが多い。外回りの捜査をサボるなど、真面目な班員というわけではない。
右富（うとみ）
第五班班長。
夕ヶ卜（せきがぼく）
第八班班長。
雪白（ゆきしろ）
第九班班長。
帝神（みかどがみ）
第十班班長。

### 古茨ユリアの一味
古茨 ユリア（こいばら ユリア）
本作の黒幕。新菜や畏菜の実母で、新菜が欲鬼に目覚めた元凶にあたる人物。数々の欲鬼殺人事件に直接的・間接的に関わる。「汚染欲」の欲鬼。
ブラックジョーカー
独特の笑いのセンスを持つ「笑いを取りたい」欲鬼で双角鬼（黄鬼）。連続殺人事件を起こした。「対象の人形化」ができる能力で、人間を人形のように操る。ユリアを「女神サマ」と呼び慕っていた。
守井 升（かみい しょう）
「創造欲」の欲鬼で併角鬼。「革命」のキーマンとなる女子中学生。ユリアからの伝言を伝え「革命」の招待チケットを渡すため、正人の前に姿を現した。自身の考えを言葉で表現するのが得意ではない。
案山子ヶ鹿 久延毘古（かかしがしか くえびこ）
一角鬼（紅鬼）。3本1セットの刀を顕現させる能力を持つ。「上上上事件」を調べにやって来た正人と遭遇・交戦し左腕に傷を負った。金髪の男性。
五角 弾市（ごかく ひくいち）
一角鬼（紅鬼）。帯刀しており、顕現体で刀身を延ばす能力を持つ。升が正人の前に姿を現した際の護衛の一人。
サイン・オー
一角鬼（紅鬼）。アメリカ出身の男性。日本語も話すことはできるが、自身を拒んだという理由から日本語を嫌っている。升が正人の前に姿を現した際の護衛の一人。
朽尾 継美（くちお つぐみ）
セーラー服を着用した女子高生。関西弁で話す。升が正人の前に姿を現した際の護衛の一人。畏菜に絶対に成功すると言われ「革命」に参加。
白臼 百日（しらうす ももか）
双角鬼。自身の肉体の巨大化および筋肉を肥大化させる能力を持つ。筋肉質の男性。
田嬲 黒畏（たなぶり くろえ）
双角鬼。自身の肉体を若返らせる能力を持つ。年配の男性。
子李 学（すすもも まなぶ）
自身の見た目を過度に気にしている人物。
田中 洋平（たなか ようへい）
「普通」を体現したかのような男性。「無欲」の欲鬼。升が正人の前に姿を現した際の護衛の一人。畏菜曰く最凶の欲鬼。
古茨 畏菜（こいばら いさい）
古茨ユリアの息子で、新菜の実兄。欲鬼であり、ユリアと同じ欲を持つ。元々は黒髪だったが、ある理由から白く染めていた。その後黒染めして黒髪に戻している。芥など複数の欲鬼の雇い主。
芥 牡丹（あくた ぼたん）
「惨殺欲」の欲鬼で一角鬼（紅鬼）。手足に風のような顕現体を纏い、顕現体に触れた対象を破壊する能力を持つ。古茨畏菜に雇われているが、本人曰くドライな関係。日本人男性。
イグナツィオ・ヴァッカレラ
「放火欲」の欲鬼で一角鬼（紅鬼）。口から炎を吐く能力を持つ。古茨畏菜に雇われている。顔面の左側に火傷痕がある。眼鏡をかけた女性。長い髪の毛は全体的に濃い茶色だが、前髪の一部のみ橙色。英語で話すこともある。
李 唯（リー・ウェイ）
「金銭欲」の欲鬼で双角鬼。触れた対象を溶かす能力を持つ。幼少期に貧しい暮らしをしていたことから金銭への執着が生まれた。古茨畏菜に雇われている。語尾が「～ネ」「～ヨ」など片仮名表記されたり、片言の日本語を話したりと話し方に特徴がある。また中国語で話すこともある。
モーリス・ウッド
「破壊欲」の欲鬼で併角鬼。3本の太い木の幹のような顕現体を自在に操る能力を持つ。古茨畏菜に雇われている。頭全体に市松模様のバリアートを施している。

### その他の登場人物
三囮（みおとり）
花円家のメイド長。普段は気怠げ。新菜や椿も認める料理上手。武闘派。
口日目 田冒（くちびめ でんぼう）
テレビにも出演する欲鬼評論家。「ブラックジョーカー」の名付け親。
上条 登（かみじょう のぼる）
「自己顕示欲」の欲鬼。椿の元クラスメイト。高校入学後1ヶ月も経たない内に学校を去った。表向きの理由は引っ越しのためということになっているが、データ上では欲鬼処理部隊により捕らえられ死刑執行済みとなっている。小説家の父を尊敬している。親からの支援を受けて一人暮らしをしている。
上条 総司（かみじょう そうじ）
登の父で、智子の夫。小説家。著書は『怪人ギフト』など。他人からの干渉を嫌い、原稿が完成するまでは担当者とも数ヶ月会わないこともある。妻と共に郊外で暮らしている。
上条 智子（かみじょう ともこ）
登の母で、総司の妻。
紙墨 碑文（しずみ ひふみ）
欲鬼生活監視局管理部に所属する女性。
右銀 左刈（うしろがね さがり）
欲鬼生活監視局・局長。十口の父に誘われ、欲鬼生活監視局の重要ポストに就いた。欲鬼保護施設の創設メンバーの一人。
十口 終（とぐち おわり）
十口 一の父。欲鬼犯罪対策本部の本部長を務めていた。欲鬼生活監視局の仕組みの大部分の考案しており、欲鬼保護施設の創設にも関わっていた。妻に先立たれている。二十 正文、月居 洋介と家族ぐるみでの付き合いがある。
月居 洋介（つきおり ようすけ）
朝日の父。カメラマン。二十 正文、十口 終と家族ぐるみでの付き合いがある。
一行 行一（いちぎょう ゆきいち）
「自己顕示欲」の欲鬼。髪の毛を後ろで三つ編みにして一つにまとめている。閉所恐怖症。正人と朝日に助けられた。

### 各事件および各話の登場人物
真田 哲（さなだ さとし）
第1話に登場。欲鬼に襲われていたところを、正人に助けられた。母と妹を欲鬼に殺されており、正人に犯人探しを依頼した。
真弓（まゆみ）
第1話に登場。哲の幼なじみで、彼から「真弓姉ちゃん」と呼ばれ慕われていた。
戸向（とむかい）
第2話に登場。新菜と椿の担任。担当科目は現代社会。
松茂 重考（まつしげ しげたか）
第2話に登場。典型的な不良で、愛花の恋人だった。椿にカツアゲをしようとした際、それを止めた転校生の新菜に興味を抱くようになる。
愛花（まなか）
第2話に登場。ギャル系の女子。松茂の恋人だった。正人曰く「超ド貧乳」。「愛欲」の欲鬼。正人によって裁かれる。
古見 土筆(こみ つくし) ＆ 某家 藤太(ぼうけ とうた)
第4話に登場。売れないお笑い芸人。コンビ名は「シックスハンド」。元々、俵原を含めトリオでやっていた。
俵原 蕨生（たわらわら わらび）
第4話に登場。古見、某家とのトリオを抜けるまではボケを担当しており、ネタ作りもしていた。

## 用語
欲鬼
25年ほど前に日本を中心に出現した超常的な力を持つ異能者の呼び名。欲角により鬼のように見える事と、力の源が自身の欲望である事から「欲鬼」と名付けられた。元は通常の人間であるが、何かのきっかけである日突然欲鬼になる。欲鬼になる要因として感染説などもあるが否定されている。超常的な力は人間に備わっているエネルギーによるものであり、通常は使用できないが、何らかの要因によって使用できるようになると考えられている。欲鬼になる要因や欲鬼化を防ぐ方法、人間に戻る方法は不明である。現在は「欲鬼情報保護法」などの社会制度が確立されており、生活管理審査に通った欲鬼はその人物が欲鬼である事を周囲に知られることはない。力を行使すると、「欲痕（よくこん）」と呼ばれる欠片が残る。
「鬼」が身近な存在になったため節分の文化が廃れた他、「鬼」という言葉自体の使用を拒む人が増えたため「鬼ごっこ」を「白黒ごっこ」と呼ぶなどの名称変更が行われた。
一角鬼（いっかくき）
一角を持つ欲鬼の呼び名。角の色から「紅鬼（こうき）」とも呼ばれる。欲望を顕現化する力を持つ。基本的にこの力で生み出した顕現体を用いて欲望を満たす。一角鬼は主に顕現体を行使した結果そのものにより欲望を満たすタイプと、欲望を満たす上で障害となるものを排除するために力を行使することで結果的に欲望を満たすタイプがいる。欲望自体が違ってもどちらかに分けられるため、角の色や形にも大きな個体差がないものだと考えられている。
双角鬼（そうかくき）
双角を持つ欲鬼の呼び名。角の色からそれぞれ「蒼鬼（そうき）」「黄鬼（おうき）」「翠鬼（すいき）」「玄鬼（げんき）」とも呼ばれる。欲望を現象化させる力を持つ。欲望が一角鬼に比べて具体的、限定的なことが多いため、能力も具体的である。また角の色によって現象化に特徴がある。
蒼鬼
自身の肉体・精神を変化させる形での現象化を行う。
黄鬼
他者の肉体・精神に干渉する形での現象化を行う。
翠鬼
状況・環境に対する変化・干渉をする形での現象化を行う。
玄鬼
蒼鬼、黄鬼、翠鬼のいずれかの特徴を持つ双角鬼。確認されている数が少ないため他の双角鬼との明確な違いは分かっていない。
併角鬼（へいかくき）
一角と双角を持つ欲鬼の呼び名。欲角が3本出現する。欲鬼の力を複数持っており、一角・双角の力を併せ持つタイプと一角の力を3つ併せ持つタイプがいる。
欲鬼生活監視局
保護した欲鬼の動向を監視する組織。生活権利審査や欲鬼の能力行使の申請管理、第一級制定鬼の欲求解消の監視などを行う。
生活権利審査
この審査を受けて第零級と第一級に制定された欲鬼のみ一般生活を送ることができる。害を及ぼす可能性が著しく低い欲鬼へに対しての救済措置。第零級、第一級、第二級、第三級、特級の五段階に制定される。
第零級制定鬼は、欲鬼対策本部に在籍する欲鬼、もしくは欲鬼犯罪を取り締まる活動をする欲鬼に与えられる権利。一般生活と欲鬼の力の行使が認められているが、力を行使する際には基本的に事前申請が必要となる。欲対の面々や、正人、新菜、椿など。
第一級制定鬼は一般生活が認められているが、力の行使は基本的に認められていない。欲求を解消したい場合は欲鬼生活監視局にて局員の監視下で解消することが認められている。必要に迫られて力を行使する場合は緊急申請を行う必要があり、申請を行わなかったり濫用したりすると保護施設に送られる。
欲鬼保護施設
殺人以外の犯罪を犯した欲鬼や、保護を志願する欲鬼、欲鬼生活監視局の生活権利審査が通らなかった第二級～特級の欲鬼を収容・幽閉するため、日本海の孤島に作られた巨大な施設。欲鬼の危険度の制定は上から特級、第二級、第三級となっており、危険度によって拘留時の対応が変わる。各都道府県に設置された専用の留置所に集められた後、施設へ送られる。基本的に外部との連絡は家族であろうと認められていない。
職員は施設に併設された寮に住んでおり、内部情報を外部に漏らすことは禁じられている。内情が見えないことから社会的な信用度は低く、保護を志願する欲鬼の数も多くはない。欲鬼保護施設に送られた欲鬼が釈放された前例はない。
欲角（よくかく）
人間に備わっているエネルギーを収束・循環させる機能を持つ器官。これにより欲鬼は能力が行使できる。欲鬼の心臓とも言える。欲角は2種類確認されている。
一角（いっかく）
頭部中心に1本出現する欲角の呼び名。色は赤色で形状の違いはほとんどない。
双角（そうかく）
頭部に2本出現する欲角の呼び名。色は青・黄・緑・黒の4種類が確認されている。また、形状にも差がある。
欲痕
欲鬼の顕現体や欲角からこぼれ落ちるエネルギーの欠片。大きさは0.1mmから約5mmのものまで確認されている。どの欲鬼のものか特定できるほどの違いはなく、事件現場に欲痕が残っていても、「欲鬼が事件に関わっている可能性がある」という程度の判断材料にしかならない。
基本的に、回収された欲痕は事件解決後処分される。
顕現体
欲鬼が持つ欲望が顕現された物。生物や物体など形状は様々。欲望の解消に即しているのはもちろん、欲鬼となった人物の性格や趣味嗜好、トラウマなどが反映された形をとる。
Desire Ogre Monitoring
通称「D.O.M（ドム）」。対象となる欲鬼の現在地やエネルギーの使用状態を欲鬼生活監視局が把握するための装置。生活管理審査に通り、第零級、第一級に制定された欲鬼はこの装置を首に埋め込む手術を受ける。有事の際には遠隔操作でD.O.Rと同様に対象となる欲鬼を気絶させる役割も担うとされている。
Desire Ogre Restraint
通称「D.O.R（ドア）」。欲鬼対策本部が使用する欲鬼を制御する装置。対象となる欲鬼の頭部・うなじに装着して使用する。欲鬼化によって活発化するエネルギーに反応して装着者を気絶させる。解錠には専用の解錠鍵が必要となる。
欲鬼対策本部に所属する者は専用のベルトポーチを装着し、4セット常備している。
葉広高等学校
椿や新菜が在籍する学校。

## 書誌情報
- 色原みたび 『欲鬼』 講談社〈講談社コミックス月刊マガジン〉、全9巻
  1. 2015年11月17日発売[9]、ISBN 978-4-06-371497-5
  2. 2016年4月15日発売[10]、ISBN 978-4-06-392520-3
  3. 2016年10月17日発売[11]、ISBN 978-4-06-392553-1
  4. 2017年4月17日発売[12]、ISBN 978-4-06-392579-1
  5. 2017年10月17日発売[13]、ISBN 978-4-06-392608-8
  6. 2018年4月17日発売[14]、ISBN 978-4-06-511358-5
  7. 2018年10月17日発売[15]、ISBN 978-4-06-513463-4
  8. 2019年1月17日発売[16]、ISBN 978-4-06-514301-8
  9. 2019年5月17日発売[17]、ISBN 978-4-06-515671-1

## ゲーム
三国志大戦
セガ・インタラクティブのアーケードゲーム。
2018年11月より、本作の正人をモデルにした鍾会（声 - 杉田智和）が登場している。